# Josef Matouschek
Josef Matouschek (4. října 1867 Svárov u Tanvaldu - 12. července 1945 Liberec) působil od roku 1886 v Německém horském spolku pro Ještědské a Jizerské hory (Deutscher Gebirgsverein für Jeschken- und Isergebirge), od roku 1890 v jeho hlavním výboru. V roce 1893 inicioval založení Liberecké sekce Německého a rakouského alpského spolku. Vrcholným dílem „Gebirgsvereinu für Jeschken- und Isergebirge” se stala stavba horského hotelu na vrcholu Ještědu, jíž se účastnil jako člen přípravného stavebního výboru. Dále se podílel na systematickém vyznačování turistických cest v Jizerských horách, publikoval v ročenkách Německého horského spolku pro Ještědské a Jizerské hory (později se stal jejich redaktorem) a v různých novinách i časopisech s horskou tematikou.

## Životopis
Josef Matouschek se narodil 4. října 1867 ve Svárově u Tanvaldu v čp. 122. Otec Josef (1832–1882) pocházel z Držkova a matka Ludvika (rozená Pěničková) ze Semil. Otec byl zaměstnán ve svárovské přádelně barona Heinricha Liebiega jako účetní a hovořil česky i německy. Josef měl ještě dva sourozence – bratra Františka (* 21. listopadu 1871 Svárov, † 27. července 1945 Vídeň) a sestru Marii (* 1875). Po smrti otce (osiřel v 15 letech) baron Liebieg podporoval oba syny na studiích. Josef absolvoval libereckou obchodní akademii a bratr František pražskou Německou univerzitu (botanik, uznávaný přírodovědec a matematik, středoškolský profesor, lektor češtiny na univerzitě). Po složení maturitní zkoušky zaměstnal baron Liebieg Josefa Matouschka u sebe jako tajemníka.
V devatenácti vstoupil do Německého horského spolku pro Ještědské a Jizerské hory a již za čtyři roky působil v jeho hlavním výboru. Rozvětvená rodina Liebiegů spolek také finančně podporovala. Hory se pravděpodobně staly Josefovou vášní, jelikož 6. dubna 1893 stál u zrodu Liberecké sekce Německého a rakouského alpského spolku. Na turistických výletech se jednak seznámil s Libereckým krajem, jednak ve spolku potkal organizátora spolkových výletů a autora turistického průvodce profesora Franze Hüblera, Antona H. Bielaua a Leopolda Tertsche, s kterými později pracoval na systematickém značení turistických cest.
Franz Hübler, redaktor spolkové ročenky, která vycházela od roku 1891, spolupracoval na příspěvcích také s Josefem Matouschkem. Ten publikoval články hlavně v Libereckých novinách (Reichenberger Zeitung) nebo v časopisech s turistickou tematikou. Po svatbě žil s chotí Marií až do roku 1945 v Liberci ve Fučíkově ulici č. 147/2. Zemřel 12. července 1945, jeho žena byla odsunuta. Josef Matouschek je pohřben na hřbitově v Oldřichově v Hájích.

## Turistické mapy

### Turistická mapa pro Ještědské a Jizerské hory
Turistickou mapu Touristenkarte für das Jeschken- und Isergebirge (Turistická mapa pro Ještědské a Jizerské hory) vydal Německý horský spolek pro Ještědské a Jizerské hory v roce 1900 v měřítku 1 : 80 000. Mapu vyhotovil vydavatel Julius Straube z Berlína a na jejím zákresu se Josef Matouschek významně podílel. Mapa vyšla do roku 1914 ještě ve třech vydáních.

### Speciální mapa Ještědských a Jizerských hor
Speciální mapa Ještědských a Jizerských hor (Spezial-Karte vom Jeschken- u. Isergebirge) vyšla v roce 1927 v měřítku 1 : 50 000. Mapu zpracoval Josef Matouschek, kresba pochází od Richarda Bienerta a mapu vytiskla firma Gebrüder Stiepel (bratři Stieplové) z Liberce. Matouschkova mapa zaznamenala obrovský úspěch.

### Další mapy
- 1929 Speciální mapa Kummerského pohoří (1 : 33 300)
- 1932 Speciální mapa Dubské pahorkatiny (1 : 40 000)
- 1935 Mapa značených cest Ještědských a Jizerských hor z roku 1935 (1 : 75 000).